# تری‌متیل‌سیلانول
تری‌متیل‌سیلانول (به انگلیسی: Trimethylsilanol) یک ترکیب شیمیایی با شناسه پاب‌کم ۶۶۱۱۰ است. شکل ظاهری این ترکیب، مایع بی‌رنگ است.